# Dobolț
Dobolț (węg. Dabolc) – wieś w Rumunii, w okręgu Satu Mare, w gminie Halmeu. W 2011 roku liczyła 354 mieszkańców. 